# Андреј Кудрна
Андреј Кудрна (слч. Andrej Kudrna — Нове Замки, 11. мај 1991) професионални је словачки хокејаш на леду који игра на позицијама левог крила.
Члан је сениорске репрезентације Словачке за коју је на међународној сцени дебитовао на светском првенству 2017. године.
Од 2015. игра за чешку Спарту из Прага у чешкој екстралиги. Као играч Слована из Братиславе освојио је титулу првака Словачке у сезони 2011/12.